# アングリーバード トゥーンズ
『アングリーバード トゥーンズ』（Angry Birds Toons）は、2013年3月16日から2016年5月13日までフィンランドで放映され、日本でも2013年9月にカートゥーン・ネットワークで放映された、2Dのアニメーション作品。

## エピソード一覧
| シーズン | シーズン | エピソード数 | エピソード数 | 日本       | 日本       | フィンランド   | フィンランド  | フィンランド | DVD/ブルーレイ              | DVD/ブルーレイ              |
| シーズン | シーズン | シーズン別   | 通算         | 初回放送日 | 最終放送日 | 初回放送日     | 最終放送日    | ネットワーク | 第1部                       | 第2部                       |
| -------- | -------- | ------------ | ------------ | ---------- | ---------- | -------------- | ------------- | ------------ | --------------------------- | --------------------------- |
|          | 1        | 52           | 52           | 2013年9月  | 2014年     | 2013年3月17日  | 2014年3月8日  | MTV3         | 2013年12月3日 2014年3月21日 | 2014年4月15日 2014年7月2日  |
|          | 2        | 26           | 78           |            |            | 2014年10月19日 | 2015年4月12日 | MTV3         | 2015年12月1日 2016年3月2日  | 2016年3月1日 2016年9月7日   |
|          | 3        | 26           | 104          |            |            | 2015年10月1日  | 2016年5月13日 | MTV3         | 2016年8月16日 2017年1月20日 | 2016年12月6日 2017年1月20日 |

## キャラクター

### バード
レッド
群れのリーダーである、赤くて丸いショウジョウコウカンチョウ。
真面目な性格でストレスと怒りのコントロールが苦手。ひょっとしたらピッグ達から卵を守るのに一番熱心かもしれない。普段は静かにしているか、群れで時間を過ごしている。
チャック
黄色い三角形のカナリアで、信じられないほど速く、時間を遅くすることさえできる(=ロードランナー)。
信じられないほど傲慢で、自己陶酔的で、愚かで、時々英雄の複雑ささえ持っているが、群れの心に最も関心がある。目立ちたがり屋で、周りにしばしば問題を引き起こす。一話の邦題が「Chuck Time」であるが、劇場版一作目でもこのフレーズが頻繁に用いられた。
ボム
頭の上に「導火線」が付いたクロアカウソで、自在に爆発することができる。
のんびりとしていて、活発な想像力を持っている。よくザ・ブルースに兄や父親のように接している。
ザ・ブルース
いたずら好きで楽しく愛するアオカケスのト三つ子で、ピッグとバードの両方にいたずらを仕掛ける。群れの中で最年少。名前はそれぞれジェイ、ジェイク、ジム。
マチルダ
バラ色の頬を持つ白いメスのニワトリで、グループの母鶏として機能した。
自然を愛し、常に問題に対する平和的な解決策を模索している典型的なヒッピー鳥。料理、サックス奏者としての芸術、そしてオペラ歌手として楽しんでいる。そしてガーデニング。
テレンス
ずっとむっつりな様子の大きなショウジョウコウカンチョウ。
静かで静かであることを好み、コミュニケーションのためにうなるだけで、めったにアイコンタクトをせず、まばたきをしない。通常、ウィーピングエンジェルスタイルを動き回って、他のキャラクターが彼を見ていないときにだけ、消えて別の場所に再び現れる(=ドルーピー)。彼の計り知れない重さと石垣の個性は、エピソードプロットに滑稽に組み込まれている。
バブルス
シリーズのハロウィーンをテーマにしたエピソードでのみ登場する、小さく膨らませたボルチモアムクドリモドキ。
ブルースのように、いたずら好きで楽しい人。キャンディーをどんどん入手することを一心に持っている。

### ピッグ
ヘルメットピッグ
スペードのトランプのエースが付いたヘルメットをかぶった軍人気質のピッグ。
キングピッグを崇拝し、いじめたりミニオンピッグに命令するのが好き。アングリーバードのプロフィールによると、誤ってブリキのヘルメットを頭皮くっつけていたが、いくつかのエピソードでは取り外せることを示す。
キングピッグ
頭に冠をかぶった大きなピッグ。
大食い、怠惰、愚か、そして利己的な性格。エゴも非常に壊れやすく、物事がうまくいかないと、甘やかされて育った子供のように振る舞うことがよく。ショーで走っているギャグは、彼の宮殿が鳥と豚の両方のさまざまなふざけた態度によって絶えず瓦礫に減らされているということ。
ピッグ隊長
建設エンジニアとして担当している明るい黄褐色の口ひげと視力のない目を持つブタ。
時折、Corporal Pigが鳥の卵を盗んでいないときに、鳥の卵を盗む責任を率いている。
シェフピッグ
シェフの帽子とフランスの口ひげを持つ豚で、王様のために料理をし、頻繁に卵破壊行為を手助ける。
実際には信じられないほど欺瞞的であり、それが彼に合っているなら、王を含む他の豚でさえ行動する。
ミニオンピッグ
王様に忠実に仕える豚だが、馬鹿な楽しみをしたいだけ。
グループとして、彼らは有能で信頼できる労働力であり、野外での鳥のライフスタイルとは対照的に、その種のために都市全体を建設した。

## スピンオフ

### ピギーテイルズ
2014年4月11日、ロビオはマルチプラットフォーム放送チャンネルToonsTVでピギーテイルズというタイトルのシリーズをリリースしました。最初のエピソードは「トランポリン」です。 このシリーズでは、ミニオン豚の生活を紹介し、他の限定キャラクターがさまざまなエピソードに登場しますが、他の豚や鳥は登場しませんでした。最初の2シーズンは粘土アニメーションを使用して、ほとんどのアングリーバードゲームに登場した豚を描きました。後半の2シーズンは、コンピューター生成の画像に移行し、アングリーバードに登場したように豚に焦点を合わせました。

### アングリーバード ステラ
同じ名前のパズルビデオゲームのスピンオフに基づいて、シリーズはピンクの鳥であるステラと、友人のルカ、ウィロー、ポピー、ダリアが、ステラの元友人であるゲイルと戦うことをベースにしています。 、それは現在ゴールデンアイランドのブタの女王です。